# Bactrocera bifasciata
Bactrocera bifasciata är en tvåvingeart som först beskrevs av Hardy 1982.  Bactrocera bifasciata ingår i släktet Bactrocera och familjen borrflugor. Inga underarter finns listade.